# Melissa O’Neil

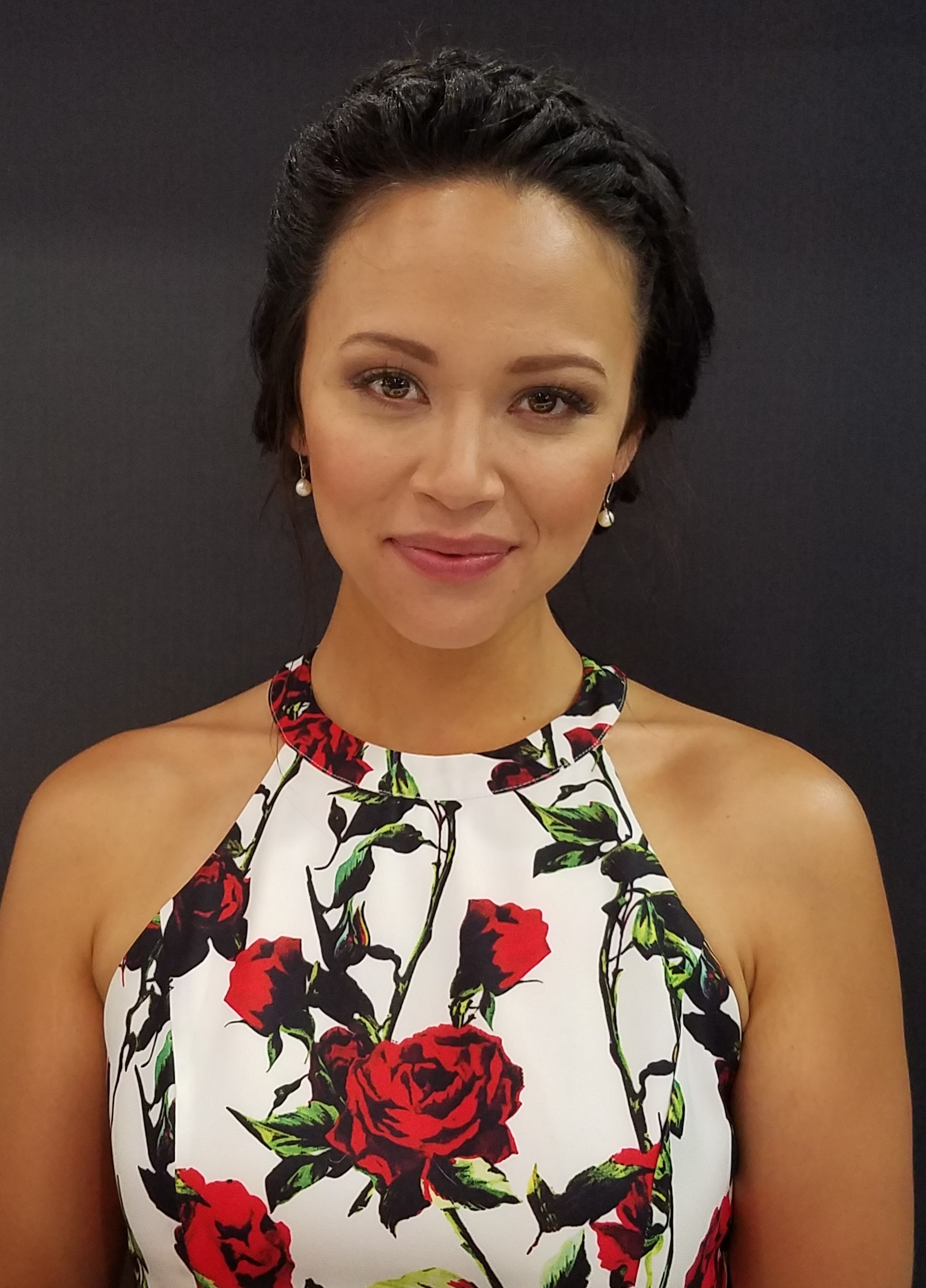
Melissa O’Neil (2016)

Melissa O’Neil (* 12. Juli 1988 in Calgary, Alberta) ist eine kanadische Musikerin und Schauspielerin.

## Leben
Melissa O’Neil wuchs in Calgary in der kanadischen Provinz Alberta auf. Ihre Mutter ist chinesischer und ihr Vater irischer Abstammung. Sie gewann 2005 die Castingshow Canadian Idol, die kanadische Version von Pop Idol. In der Folge veröffentlichte sie ein nach ihr benanntes Album.
Melissa O’Neil trat danach auch als Theaterschauspielerin in Erscheinung. Für ihre Rolle in Les Miserables gewann sie den Dora Award 2014 in der Kategorie „Outstanding Performance, Theatre/Opera (Female)“.
Von 2015 bis 2017 war sie in der Science-Fiction-Serie Dark Matter als „Zwei (Portia Lin, Rebecca)“ zu sehen. Seit 2018 spielt sie in der Polizeiserie The Rookie die Rolle der „Lucy Chen“.

## Filmografie (Auswahl)
- 2010: Broken Hearts
- 2015: This Life
- 2016: Rogue (Fernsehserie, 8 Episoden)
- 2015–2017: Dark Matter (Fernsehserie, 39 Episoden)
- 2017: Ransom (Fernsehserie, 1 Episode)
- 2018: Nur ein kleiner Gefallen
- 2018: iZombie (Fernsehserie, 5 Episoden)
- 2018: Condor (Fernsehserie, 5 Episoden)
- seit 2018: The Rookie (Fernsehserie)
- 2022: The Rookie: Feds (Fernsehserie, 2 Episoden)

Quelle: